# Dziobowal dwuzębny
Dziobowal dwuzębny, wal dwuzębny, delfin Soverby’ego (Mesoplodon bidens) – gatunek ssaka morskiego z rodziny zyfiowatych (Ziphiidae).

## Taksonomia
Gatunek po raz pierwszy zgodnie z zasadami nazewnictwa binominalnego opisał w 1804 roku angielski przyrodnik James Sowerby nadając mu nazwę Physeter bidens. Holotyp pochodził z obszaru posiadłości Jamesa Brodiego, w Elgin, w hrabstwie Moray, w Szkocji, w Wielkiej Brytanii. Okazem typowym był samiec wyrzucony na mieliznę, z którego zachowała się tylko czaszka, pierwotnie umieszczona w muzeum Sowerby’ego, a obecnie znajdująca się w muzeum Uniwersytetu Oksfordzkiego; holotyp został zebrany w 1800 roku przez Jamesa Brodiego.
Autorzy Illustrated Checklist of the Mammals of the World uznają ten gatunek za monotypowy.

### Etymologia
- Mesoplodon: gr. μεσος mesos „środkowy”; oπλα opla „uzbrojenie”; οδους odous, οδοντος odontos „ząb”[32].
- bidens: łac. bidens, bidentis „posiadający dwa zęby, dwuzębny”, od bi- „dwu-”, od bis „podwójny”; dens, dentis „ząb”[33].

## Zasięg występowania
Dziobowal dwuzębny występuje w chłodniejszych wodach północnego Oceanu Atlantyckiego od Labradoru (Kanada), Islandii i 71°30′ szerokości geograficznej północnej na Morzu Norweskim na południe do północno-wschodnich Stanów Zjednoczonych, Azorów i Madery; pojedyncze zapisy z Zatoki Meksykańskiej i wschodniego Morza Śródziemnego uważane są za zabłąkane osobniki. Ogólnie wydaje się bardziej rozpowszechniony we wschodnim Oceanie Atlantyckim niż w zachodnim, co może mieć związek z preferowaniem chłodniejszych wód.

## Morfologia
Długość ciała 450–550 cm; masa ciała 1000–1500 kg. Ubarwienie niebieskoszare na grzbiecie, spodem jaśniejsze. Czasami występują szare lub białe plamy na skórze. Samce mają w dolnej szczęce dwa wystające zęby, a na grzbiecie małą, zaokrągloną na końcu płetwę grzbietową.

## Ekologia
Dziobowale dwuzębne żywią się kałamarnicami, ośmiornicami i rybami.

## Status zagrożenia
W Czerwonej księdze gatunków zagrożonych Międzynarodowej Unii Ochrony Przyrody i Jej Zasobów został zaliczony do kategorii LC (ang. least concern „najmniejszej troski”).